# Tainia viridifusca
Tainia viridifusca là một loài thực vật có hoa trong họ Lan. Loài này được (Hook.) Benth. ex Hook.f. miêu tả khoa học đầu tiên năm 1890.